# Yutaka Nagare

a Compétitions nationales et continentales officielles uniquement.

b Matchs officiels uniquement.
Dernière mise à jour le 21 juin 2022.
Yutaka Nagare (流 大, Nagare Yutaka), né le 4 septembre 1992 à Sendai (Japon), est un joueur de rugby à XV international japonais évoluant au poste de demi de mêlée. Il évolue avec le club japonais des Tokyo Sungoliath en League One.

## Carrière

### En club
Yutaka Nagare a commencé par évoluer en championnat japonais universitaire avec son club de l'Université Teikyō entre 2011 et 2015.
Il a ensuite fait ses débuts professionnels en 2015 avec le club des Suntory Sungoliath situé à Fuchū et qui évolue en Top League.
À la fin de la saison 2016-2017 de Top League, il est retenu dans l'équipe type de la compétition. De même en 2018.
En mars 2017, il rejoint en cours de saison la franchise des Sunwolves en Super Rugby. Il ne dispute pas de match lors de cette saison mais prolonge cependant son contrat pour l'année suivante,. Lors de la saison 2018, il s'impose comme le demi de mêlée titulaire de la franchise et obtient même les gallons de vice-capitaine,. Il quitte la franchise au terme de la saison.

### En équipe nationale
Yutaka Nagare est finaliste du trophée mondial des moins de 20 ans en 2012 avec les Baby Blossoms.
Il est appelé pour la première fois pour évoluer avec l'équipe du Japon en mars 2014 par le sélectionneur Eddie Jones, alors qu'il est encore un joueur universitaire, dans le cadre d'un camps d'entrainement. Il ne sera cependant pas retenu dans le groupe final.
Il est rappelé trois ans plus tard par le nouveau sélectionneur Jamie Joseph, dans le cadre du Championnat d'Asie 2017, et il est désigné capitaine de l'équipe,.
Il obtient sa première cape internationale le 22 avril 2017 à l'occasion d’un match contre l'équipe de Corée du Sud à Incheon.
Il fait partie du groupe japonais sélectionné pour participer à la coupe du monde 2019 au Japon. Il dispute cinq rencontres, dont le quart de finale contre l'équipe d'Afrique du Sud.

## Statistiques en équipe nationale
- 27 sélections
- 10 points (2 essai)
- Participation à la Coupe du monde 2019 (5 matchs).

## Palmarès

### En club
- Vainqueur du All Japan Championship en 2017 et 2018.

- Vainqueur de Top League en 2017 et 2018.

### En équipe nationale
- Vainqueur du Championnat d'Asie en 2017.

### Distinctions personnelles
- Membre de l'équipe type du Championnat du Japon en 2017 et 2018.